# Winter World University Games 2025/Teilnehmer (Österreich)
| Gelbes Symbol für Goldmedaillen mit stilisierten Olympischen Ringen | Graues Symbol für Silbermedaillen mit stilisierten Olympischen Ringen | Braundes Symbol für Bronzemedaillen mit stilisierten Olympischen Ringen |
| ------------------------------------------------------------------- | --------------------------------------------------------------------- | ----------------------------------------------------------------------- |
| 2                                                                   | 2                                                                     | 2                                                                       |

Österreich nahm mit 24 Athleten (11 Männer und 13 Frauen) an den Winter World University Games 2025 in Turin teil.

## Medaillen

### Medaillenspiegel
| Rang   | Sportart         | Gold | Silber | Bronze | Gesamt |
| ------ | ---------------- | ---- | ------ | ------ | ------ |
| 1      | Snowboard        | 2    | 1      | 1      | 4      |
| 2      | Freestyle-Skiing | —    | 1      | —      | 1      |
| 3      | Para Ski Alpin   | —    | —      | 1      | 1      |
| Gesamt | Gesamt           | 2    | 2      | 2      | 6      |

### Medaillengewinner
| Name/n         | Sportart         | Wettkampf              |
| -------------- | ---------------- | ---------------------- |
| Gold           |                  |                        |
| Carmen Kainz   | Snowboard        | Parallel-Riesenslalom  |
| Matthäus Pink  | Snowboard        | Parallelslalom         |
| Silber         |                  |                        |
| Isabel Hofherr | Freestyle-Skiing | Skicross               |
| Carmen Kainz   | Snowboard        | Parallelslalom         |
| Bronze         |                  |                        |
| Laura Streng   | Para Ski Alpin   | Riesenslalom (Stehend) |
| Martina Ankele | Snowboard        | Parallelslalom         |

## Teilnehmer nach Sportarten

### Freestyle-Skiing
| Athleten       | Wettbewerbe | Qualifikation | Qualifikation | Vorläufe | Vorläufe | Halbfinale | Finale | Rang   |
| Athleten       | Wettbewerbe | Zeit          | Rang          | Punkte   | Rang     | Rang       | Rang   | Rang   |
| -------------- | ----------- | ------------- | ------------- | -------- | -------- | ---------- | ------ | ------ |
| Frauen         |             |               |               |          |          |            |        |        |
| Isabel Hofherr | Skicross    | 36,17 s       | 5             | 13       | 8        | 2          | 2      | Silber |

### Para Ski Alpin
| Athleten     | Wettbewerbe            | 1. Lauf     | 1. Lauf | 2. Lauf     | 2. Lauf | Gesamt      | Gesamt |
| Athleten     | Wettbewerbe            | Zeit        | Rang    | Zeit        | Rang    | Zeit        | Rang   |
| ------------ | ---------------------- | ----------- | ------- | ----------- | ------- | ----------- | ------ |
| Frauen       |                        |             |         |             |         |             |        |
| Laura Streng | Riesenslalom (Stehend) | 1:31,96 min | 3       | 1:33,23 min | 3       | 3:05,19 min | Bronze |

### Ski Alpin
| Athleten             | Wettbewerbe        | 1. Lauf     | 1. Lauf | 2. Lauf     | 2. Lauf | Gesamt      | Gesamt |
| Athleten             | Wettbewerbe        | Zeit        | Rang    | Zeit        | Rang    | Zeit        | Rang   |
| -------------------- | ------------------ | ----------- | ------- | ----------- | ------- | ----------- | ------ |
| Frauen               |                    |             |         |             |         |             |        |
| Isabel Hofherr       | Super-G            | —           | —       | —           | —       | 1:02,42 min | 6      |
| Isabel Hofherr       | Riesenslalom       | 1:06,72 min | 25      | DNF         | DNF     | DNF         | DNF    |
| Isabel Hofherr       | Alpine Kombination | 1:02,07 min | 6       | 52,68 s     | 10      | 1:54,75 min | 9      |
| Lara Fletzberger     | Super-G            | —           | —       | —           | —       | 1:01,89 min | 5      |
| Lara Fletzberger     | Riesenslalom       | 1:06,78 min | 26      | 1:04,25 min | 10      | 2:11,03 min | 18     |
| Lara Fletzberger     | Alpine Kombination | DNF         | DNF     | DNF         | DNF     | DNF         | DNF    |
| Elena Exenberger     | Riesenslalom       | 1:05,94 min | 19      | 1:04,97 min | 17      | 2:10,91 min | 17     |
| Elena Exenberger     | Slalom             | 41,01 s     | 20      | 39,38 s     | 11      | 1:20,39 min | 18     |
| Teresa Grüner        | Riesenslalom       | DNF         | DNF     | DNF         | DNF     | DNF         | DNF    |
| Elisa Eder           | Riesenslalom       | 1:06,91 min | 28      | 1:03,90 min | 6       | 2:10,81 min | 16     |
| Elisa Eder           | Slalom             | 41,28 s     | 26      | 39,57 s     | 16      | 1:20,85 min | 21     |
| Männer               |                    |             |         |             |         |             |        |
| Noah Geihseder       | Super-G            | —           | —       | —           | —       | 58,61 s     | 8      |
| Noah Geihseder       | Riesenslalom       | 1:01,86 min | 13      | 1:03,41 min | 14      | 2:05,27 min | 14     |
| Noah Geihseder       | Alpine Kombination | 59,49 s     | 15      | 42,73       | 23      | 1:42,22 min | 20     |
| David Hrovath        | Super-G            | —           | —       | —           | —       | 59,89 s     | 23     |
| David Hrovath        | Riesenslalom       | 1:03,24 min | 33      | DNF         | DNF     | DNF         | DNF    |
| David Hrovath        | Slalom             | 41,98 s     | 17      | 39,68 s     | 3       | 1:21,66 min | 12     |
| David Hrovath        | Alpine Kombination | 1:00,58 min | 27      | 41,57 s     | 6       | 1:42,15 min | 16     |
| Markus Schiestl      | Riesenslalom       | 1:04,17 min | 45      | 1:05,10 min | 39      | 2:09,27 min | 41     |
| Markus Schiestl      | Slalom             | 42,08 s     | 20      | 30,33       | 14      | 1:22:41 min | 18     |
| Clemens Rettenwander | Riesenslalom       | DNF         | DNF     | DNF         | DNF     | DNF         | DNF    |
| Clemens Rettenwander | Slalom             | 42,16 s     | 23      | 39,33       | 1       | 1:21,49 min | 11     |
| Christoph Pöll       | Riesenslalom       | 1:03,82 min | 39      | 1:04,69 min | 33      | 2:08,51 min | 35     |
| Christoph Pöll       | Slalom             | DNF         | DNF     | DNF         | DNF     | DNF         | DNF    |
| Nicolas Gstrein      | Riesenslalom       | 1:02,41 min | 18      | 1:02,45 min | 2       | 2:04,86 min | 8      |
| Nicolas Gstrein      | Slalom             | DNF         | DNF     | DNF         | DNF     | DNF         | DNF    |

| Athleten                                                 | Wettbewerbe | Achtelfinale | Achtelfinale | Viertelfinale | Viertelfinale | Halbfinale    | Halbfinale    | Finale        | Finale        | Rang |
| Athleten                                                 | Wettbewerbe | Gegner       | Punkte       | Gegner        | Punkte        | Gegner        | Punkte        | Gegner        | Punkte        | Rang |
| -------------------------------------------------------- | ----------- | ------------ | ------------ | ------------- | ------------- | ------------- | ------------- | ------------- | ------------- | ---- |
| Mixed                                                    |             |              |              |               |               |               |               |               |               |      |
| Noah Geihseder David Hrovath Elisa Eder Elena Exenberger | Mannschaft  | Südkorea     | 3:1          | Schweiz       | 2:2           | ausgeschieden | ausgeschieden | ausgeschieden | ausgeschieden | 5    |

### Skibergsteigen
| Athleten      | Wettbewerbe   | Qualifikation | Qualifikation | Vorlauf     | Vorlauf | Halbfinale    | Halbfinale    | Finale        | Finale        | Rang |
| Athleten      | Wettbewerbe   | Zeit          | Rang          | Zeit        | Rang    | Zeit          | Rang          | Zeit          | Rang          | Rang |
| ------------- | ------------- | ------------- | ------------- | ----------- | ------- | ------------- | ------------- | ------------- | ------------- | ---- |
| Frauen        |               |               |               |             |         |               |               |               |               |      |
| Emma Albrecht | Sprint        | 6:01,25 min   | 9             | 5:20,49 min | 3       | 5:29,48 min   | 4             | ausgeschieden | ausgeschieden | 8    |
| Emma Albrecht | Vertical Race | —             | —             | —           | —       | —             | —             | 19:15,70 min  | 14            | 14   |
| Hanna Galler  | Sprint        | 5:56,69 min   | 7             | 6:07,42 min | 5       | ausgeschieden | ausgeschieden | ausgeschieden | ausgeschieden | 15   |
| Hanna Galler  | Vertical Race | —             | —             | —           | —       | —             | —             | 17:50,00 min  | 8             | 8    |

### Skilanglauf
| Athleten         | Wettbewerbe                 | Zeit        | Rang |
| ---------------- | --------------------------- | ----------- | ---- |
| Frauen           |                             |             |      |
| Sigrun Kleinrath | 10 km Freistil              | 32:06,7 min | 44   |
| Sigrun Kleinrath | 20 km Massenstart klassisch | DNF         | DNF  |
| Hannah Sieberer  | 10 km Freistil              | 32:46,1 min | 50   |
| Hannah Sieberer  | 20 km Massenstart klassisch | DNS         | DNS  |
| Männer           |                             |             |      |
| Nikolaus Mair    | 10 km Freistil              | 29:10,2 min | 89   |

| Athleten                       | Wettbewerbe         | Qualifikation | Qualifikation | Viertelfinale | Viertelfinale | Halbfinale    | Halbfinale    | Finale        | Finale        | Rang |
| Athleten                       | Wettbewerbe         | Zeit          | Rang          | Zeit          | Rang          | Zeit          | Rang          | Zeit          | Rang          | Rang |
| ------------------------------ | ------------------- | ------------- | ------------- | ------------- | ------------- | ------------- | ------------- | ------------- | ------------- | ---- |
| Frauen                         |                     |               |               |               |               |               |               |               |               |      |
| Sigrun Kleinrath               | Sprint klassisch    | 4:13,93 min   | 55            | ausgeschieden | ausgeschieden | ausgeschieden | ausgeschieden | ausgeschieden | ausgeschieden | 55   |
| Hannah Sieberer                | Sprint klassisch    | 4:07,94 min   | 49            | ausgeschieden | ausgeschieden | ausgeschieden | ausgeschieden | ausgeschieden | ausgeschieden | 49   |
| Männer                         |                     |               |               |               |               |               |               |               |               |      |
| Nikolaus Mair                  | Sprint klassisch    | 3:51,87 min   | 86            | ausgeschieden | ausgeschieden | ausgeschieden | ausgeschieden | ausgeschieden | ausgeschieden | 86   |
| Mixed                          |                     |               |               |               |               |               |               |               |               |      |
| Sigrun Kleinrath Nikolaus Mair | Teamsprint Freistil | 8:28,98 min   | 17            | —             | —             | —             | —             | ausgeschieden | ausgeschieden | 17   |

### Ski-Orientierungslauf
| Athleten                 | Wettbewerbe | Zeit      | Rang |
| ------------------------ | ----------- | --------- | ---- |
| Frauen                   |             |           |      |
| Maria Varga              | Sprint      | 16:39 min | 23   |
| Männer                   |             |           |      |
| Florian Gidl             | Sprint      | 18:27 min | 23   |
| Mixed                    |             |           |      |
| Maria Varga Florian Gidl | Staffel     | 59:03 min | 16   |

### Snowboard
| Athleten        | Wettbewerbe | Qualifikation | Qualifikation | Finale | Finale | Rang |
| Athleten        | Wettbewerbe | Punkte        | Rang          | Punkte | Rang   | Rang |
| --------------- | ----------- | ------------- | ------------- | ------ | ------ | ---- |
| Männer          |             |               |               |        |        |      |
| Till Strohmeyer | Big Air     | 70,25         | 11            | 85,25  | 5      | 5    |
| Till Strohmeyer | Slopestyle  | 78,00         | 6             | 73,75  | 6      | 6    |

| Athleten            | Wettbewerbe           | Qualifikation | Qualifikation | Achtelfinale | Achtelfinale | Viertelfinale | Viertelfinale | Halbfinale    | Halbfinale    | Finale/Platz 3           | Finale/Platz 3 | Rang   |
| Athleten            | Wettbewerbe           | Zeit          | Rang          | Gegner       | Zeit         | Gegner        | Zeit          | Gegner        | Zeit          | Gegner                   | Zeit           | Rang   |
| ------------------- | --------------------- | ------------- | ------------- | ------------ | ------------ | ------------- | ------------- | ------------- | ------------- | ------------------------ | -------------- | ------ |
| Frauen              |                       |               |               |              |              |               |               |               |               |                          |                |        |
| Carmen Kainz        | Parallel-Riesenslalom | 1:15,73 min   | 5             | Cao          | −2,46 s      | Ankele        | −2,14 s       | Kanazawa      | −0,47 s       | Fava                     | −2,33 s        | Gold   |
| Carmen Kainz        | Parallel-Slalom       | 1:18,53 min   | 1             | Jones        | −6,61 s      | Pawljuk       | DSQ           | Ankele        | −0,84 s       | Fava                     | +2,90 s        | Silber |
| Martina Ankele      | Parallel-Riesenslalom | 1:15,03 min   | 4             | Kizuka       | −36,56 s     | Kainz         | +2,14 s       | ausgeschieden | ausgeschieden | ausgeschieden            | ausgeschieden  | 6      |
| Martina Ankele      | Parallel-Slalom       | 1.20,99 min   | 4             | Gezer        | −8,72 s      | Yogo          | −1,90 s       | Kainz         | +0,84 s       | Kleines Finale: Kanazawa | −1,58 s        | Bronze |
| Männer              |                       |               |               |              |              |               |               |               |               |                          |                |        |
| Matthäus Pink       | Parallel-Riesenslalom | 1:06,33 min   | 1             | Wilk         | −3,28 s      | Shimizu       | DSQ           | Kraschniak    | −2,65 s       | Dorfmann                 | −2,76 s        | Gold   |
| Matthäus Pink       | Parallel-Slalom       | 1:11,74 min   | 1             | Kabaljuk     | +6,02 s      | ausgeschieden | ausgeschieden | ausgeschieden | ausgeschieden | ausgeschieden            | ausgeschieden  | 9      |
| Dominik Burgstaller | Parallel-Riesenslalom | 1:07,41 min   | 3             | Park         | +0,16 s      | ausgeschieden | ausgeschieden | ausgeschieden | ausgeschieden | ausgeschieden            | ausgeschieden  | 9      |
| Dominik Burgstaller | Parallel-Slalom       | 1:12,35 min   | 2             | Popadytsch   | −2,37 s      | Lantschner    | +1,47 s       | ausgeschieden | ausgeschieden | ausgeschieden            | ausgeschieden  | 5      |